# Divines (zespół muzyczny)
Divines – polski zespół muzyczny założony w 2013 roku w Warszawie z inicjatywy Lulu Zubczyńskiej i Piotra Uaziuka.

## Opis
Występował m.in. podczas Opener Festival i Spring Break Festival 2016; laureat konkursu Leszek Live!. Jesienią 2016 w wytwórni Requiem Records ukazał się debiutancki album Pałace, w październiku w dystrybucji cyfrowej wydawnictwa Agora pojawiła się EPka Miasta.
Album „Pałace” łączy inspiracje włoską elektroniką lat 80. XX wieku ze współczesnymi albumowi trendami w muzyce alternatywnej.